# Китайське національне шосе 103
Китайське національне шосе 103 (G103) є основним транспортним коридором між Пекіном і Тяньцзінем. Воно пролягає від Тунчжоу Пекіна до Тяньцзіня, а потім до прибережного району Біньхай на околиці Тяньцзіня і проходить приблизно на 163 км довжиною.
Це найкоротше китайське національне шосе серед тих, що починаються з 1.

## Маршрут і відстань
| Маршрут і відстань |               |
| \| Місто \| Відстань (км) \| \| -------------------- \| ------------- \| \| Пекін, Пекін \| 0 \| \| Тунчжоу, Пекін \| 22 \| \| Вуцин, Тяньцзінь \| 88 \| \| Тяньцзінь, Тяньцзінь \| 109 \| \| Тангу, Тяньцзінь \| 149 \| |               |
| Місто | Відстань (км) |
| Пекін, Пекін | 0             |
| Тунчжоу, Пекін | 22            |
| Вуцин, Тяньцзінь | 88            |
| Тяньцзінь, Тяньцзінь | 109           |
| Тангу, Тяньцзінь | 149           |